# Richard von Frankenberg
Richard von Frankenberg, né le 4 mars 1922 à Darmstadt (Hesse) et mort le 13 novembre 1973 à Beilstein (Bade-Wurtemberg) âgé de 51 ans, est un ancien pilote automobile allemand sur circuits, également journaliste et commentateur télévisé.

## Biographie
Issu d'une vieille famille noble de Silésie, il est le fils de l'écrivain Alex Victor von Frankenberg und Ludwigsdorff (1892-1957). En 1938 lors de la Nuit de Cristal il se risque à photographier l'incendie de la synagogue de Tübingen, ville où il réside alors.
À 17 ans, il est le plus jeune licencié de sport motocycliste dans son pays. À la veille de la guerre il fait des études supérieures en technique et mécanique à Munich et à Stuttgart. En 1942, il est enrôlé dans la Wehrmacht et en 1944 il déserte durant l'offensive des Ardennes, pour regagner l'Angleterre où il devient finalement l'un des chroniqueurs de la BBC à Londres.
En 1951, il crée Christophorus pour la clientèle Porsche avec le photographe Erich Strenger, le journal officiel de Porsche AG dont il reste le rédacteur en chef jusqu'à son décès. En 1952 il fait publier une biographie de Ferdinand Porsche sous le pseudonyme de Herbert A. Quint.  Ce livre donne lieu à procès, qu'il perd en juillet 1955 à propos de la paternité du concept de Volkswagen.
Sa carrière personnelle en sport automobile s'étale de 1951 (en BMW 500, puis rapidement sur Porsche 356 lors des Mille Miglia) à 1960 (Prix du Tyrol, sur Porsche 356 Carrera).

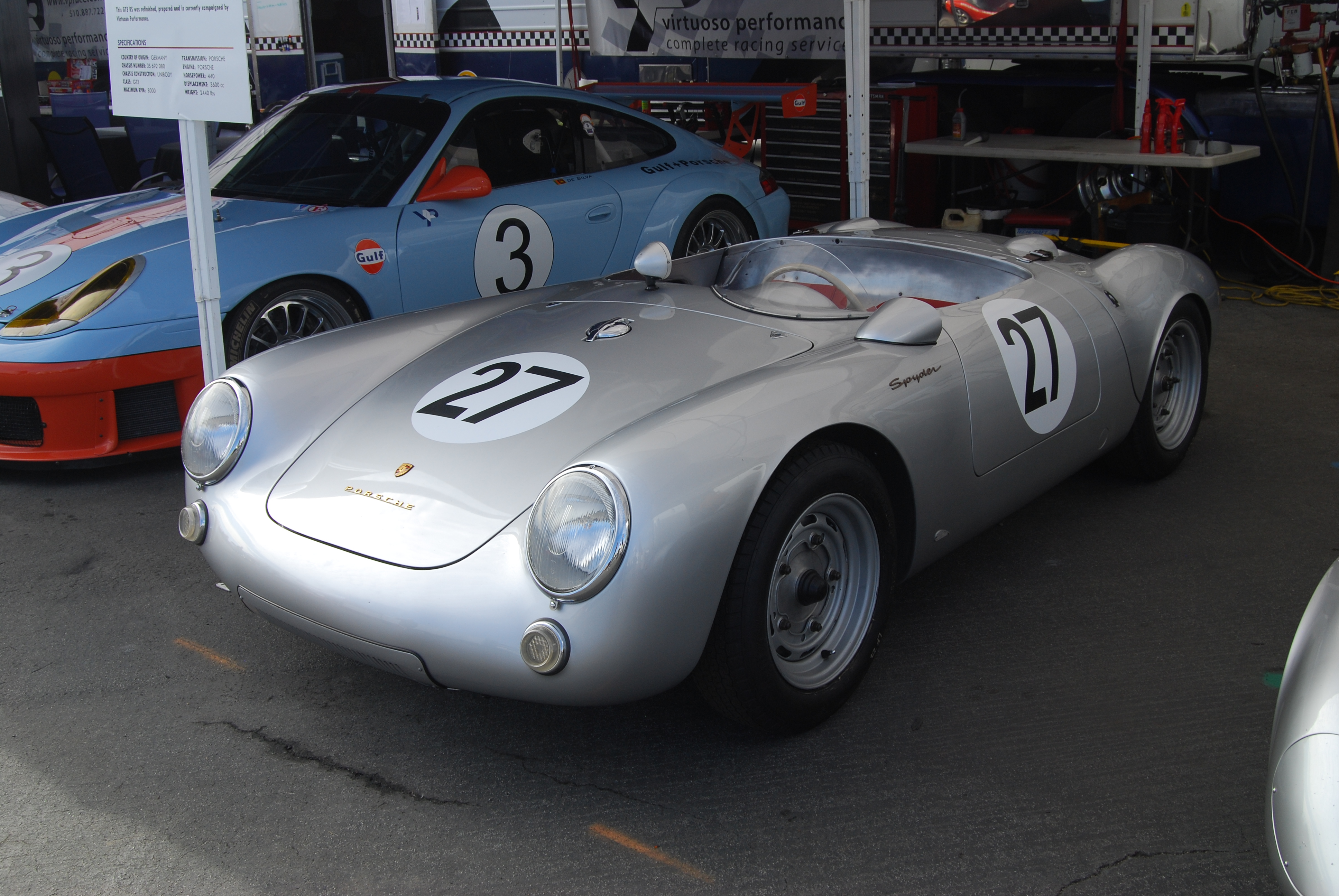
Exemple de Porsche 550 Spyder.

Il termine quatrième des 24 Heures du Mans en 1955, avec Helmut Polensky sur Porsche 550/4 RS 1500 Spyder officielle, remportant la catégorie 1,5 l, l'indice de performance et la 21e Coupe Biennale. Il est cinquième en 1956 avec Wolfgang von Trips sur Porsche 550A/4 RS Coupé elle aussi officielle (même victoire de catégorie). Il dispute au total l'épreuve mancelle à six reprises consécutives entre 1953 et 1958, avec trois victoires de classe (la première en 1953, alors qu'il est classé quinzième) et une meilleure place au rendement énergétique en 1955. Toujours en endurance, il obtient deux sixième places aux 1 000 kilomètres du Nürburgring en 1956 et 1958.
Il remporte l'Avusrennen en 1954 avec une Porsche 550, épreuve alors disputée sur voitures de sport, devenant cette saison-là vice-champion d'Allemagne SporsCars derrière Hans Herrmann, également sur Porsche 550. Il obtient plusieurs autres succès dans des compétitions Sporscars 1,5 l au milieu des années 1950, notamment la Hedemoraloppet suédoise en 1954 à Hedemora avec la 356, des victoires de classe aux Mille Miglia en 1954 et 1955, le Grand Prix de Berlin en septembre 1954 et 1955 sur Porsche 550 et la course d'Hockenheim entre les deux éditions berlinoises en mai 1955 (avec la 550). À la fin de la saison 1955 il est Champion d'Allemagne des conducteurs avec son spyder. En 1956, il obtient aussi une victoire dans la course de catégorie 1,5 l organisée lors des 12 Heures de Reims, associé à Claude Storez qu'il connait déjà pour avoir fait équipe lors de sa dernière apparition au Mans, sur une Porsche 550 RS. Cette année-là il devient un "miraculé" célèbre, après avoir été éjecté du spyder 550 à plus de 180 km/h en courbe sur l'AVUS en s'en sortant avec de légères blessures.
Ses dernières coupes sont glanées à Lintz et sur le tarmac du Graz-Thalerhof, en 1959 en Autriche. Il sera resté fidèle à Porsche en course durant neuf saisons et comme pilote d'usine de 1953 à 1960, hormis quelques escapades en toute fin de carrière sur Fiat pour  aller disputer la Coupe Ascari en 1959 et 1960. En 1959 il devient Président du Deutschen Sportfahrer-Kreis (le DSK).
Il a aussi été longtemps le rédacteur en chef de Auto, Motor und Sport, a écrit plus d'une trentaine d'ouvrages spécialisés, mais il a aussi juste après-guerre fait deux essais sur le national-socialisme à Rowohlt (sous le pseudonyme d'Alexander Borelius, en 1946 et 1947). "Herbert A. Quint" a écrit avec Walter Görlitz en 1952 la première biographie allemande d'Adolf Hitler, ainsi que (seul) Wendepunkte des Krieges en 1950 (une histoire militaire du second conflit mondial).
Au milieu des années 1960 il devient présentateur télévisé, puis en 1970 il fonde le Deutsche Auto-Museum Schloss Langenburg avec Kraft Fürst zu Hohenlohe.
Il décède en 1973 lors d'un accident de la route, sur l'autoroute près de Stuttgart.

## Distinction
- Prix Paul Frère en 1973 (posthume).